# André Dubonnet
André Dubonnet, född den 28 juni 1897 i Paris, död den 23 januari 1980 i Maule, var en fransk bobåkare. Han deltog vid olympiska vinterspelen 1928 i Sankt Moritz och placerade sig på 15:e plats.

## Fotnoter
1. ↑  Sports-Reference.com.[källa från Wikidata]
2. 1 2 3 4  matchID, matchID-ID: axsh_N6QeM4D, läst: 30 maj 2021.[källa från Wikidata]
3. 1 2  Roglo, person-ID på Roglo: p=andre;n=dubonnet.[källa från Wikidata]
4. ↑  Driver Database, Driver Database förar-ID: andre-dubonnet, läs online, läst: 7 juni 2022.[källa från Wikidata]